# Droga krajowa B475 (Niemcy)
Droga krajowa 475 (niem. Bundesstraße 475) – niemiecka droga krajowa przebiegająca na osi północny zachód-południowy wschód i jest połączeniem drogi B65 w Rheine z drogą B1 i autostradą A44 koło Soest w Nadrenii Północnej-Westfalii.
Droga jest oznakowana jako B475 od połowy lat 60. XX w.